# Squadune
Squadune ist eine Folkband aus Österreich. Der Name ist eine Mischung aus Square, Bordun, Tune & Quartett.
Die Musik ist eine bunte Mischung europäischer Volksmusiken, gerne mit ausgefallenen Rhythmen, häufigen Rhythmuswechseln und vielfach auch mit Harmoniewechseln. Typisch ist für Squadune auch der Einsatz von Bordun-Instrumenten und die Kombination unterschiedlichster Saiteninstrumente. Einflussgebend sind insbesondere die irisch-keltische Tradition und die Musik Galiciens (bei Konzerten immer wieder auch als "die besonders mystische Landschaft Galiciens" präsentiert, siehe auch den entsprechenden Titel: The very mystical landscape of Galicia / Road to Santiago des Albums Invasion of the Macho-Chests).
Neben vollständigen Eigenkompositionen werden auch Traditionals aufbereitet. Zusätzlich werden aber auch immer wieder Anleihen bei englischsprachigen Lyrikern genommen und deren Texte vertont, etwa Why so pale and wan nach einem Text von Sir John Suckling (1609–1642) (auf dem Album Invasion of the Macho-Chests noch irrtümlicherweise als Traditional ausgewiesen, korrigiert auf dem Live-Album Black Forest Tales).

## Geschichte
Martin Moro hilft 1992 bei einigen Konzerten der Gruppe Aniada a Noar aus. Dabei entsteht die Idee einer gemeinsamen neuen Gruppe. Mitglieder zu diesem Zeitpunkt sind Michael Krusche, Andreas Safer (beide Aniada a Noar) und Martin Moro. Nach kurzer Zeit schließt sich Hubert Dohr von dem Folk-Duo Omnifarious der Gruppe an.
Im Jahr 1993 finden zahlreiche Auftritte statt, u. a. bei den Folkfestivals Bärnbach und Hallein. Vor der Realisierung eines Tonträgers beschließt Andreas Safer den Austritt, um sich verstärkt um seine Stammgruppe Aniada a Noar kümmern zu können. Sein Austritt leitet eine mehrjährige Ruhepause des Projektes ein.
Hubert Dohr und Martin Moro begegnen sich 1996 bei einem Festival in Oberösterreich erneut und das Projekt wird wieder aufgegriffen. Als Geiger kann diesmal Kurt Bauer von der Gruppe Deishovida gewonnen werden. In dieser Besetzung wird 1998 die erste CD Invasion of the Macho-Chests eingespielt. Als Gastmusiker sind auf dem Album noch Matthias Loibner von Deishovida (Elektroakustische Drehleier) und Klaus Paier (Akkordeon) vertreten. Es folgen Jahre intensiver Konzerttätigkeit mit Touren im gesamten deutschsprachigen Raum.
Die Vielzahl der Auftritte veranlassen im Jahr 2000 Kurt Bauer die Band zu verlassen, um sich auf sein Hauptprojekt Deishovida zu konzentrieren. An seine Stelle kommt fast nahtlos Stephan Steiner, mit dem dann auch weitere Tourneen gespielt werden. In dieser Besetzung wird auch 2002 das Live-Album Black Forest Tales aufgenommen.
Bis inkl. 2006 waren Squadune mit ca. 30–40 Konzerten im Jahr in Österreich, Deutschland, Italien, Schweiz unterwegs. Seit Anfang 2007 haben Studioprojekte und andere Bands Priorität, sodass die Gruppe öffentlich fast nicht in Erscheinung tritt.

## Diskografie
- 1996: Invasion of the Macho-Chests (Extraplatte EX 354-2)
- 2002: Black Forest Tales (Extraplatte EX 554-2)